# Notoreas ferox
Notoreas ferox är en fjärilsart som beskrevs av Butler 1877. Notoreas ferox ingår i släktet Notoreas och familjen mätare. Inga underarter finns listade i Catalogue of Life.